# MEG Montréal
 (mars 2019).
Si vous disposez d'ouvrages ou d'articles de référence ou si vous connaissez des sites web de qualité traitant du thème abordé ici, merci de compléter l'article en donnant les références utiles à sa vérifiabilité et en les liant à la section « Notes et références ».
Pour les articles homonymes, voir MEG.
Le MEG Montreal est un festival de musique électronique se tenant annuellement fin août / début septembre à Montréal (Québec, Canada). Il a été fondé en 1999 par Mustapha Terki et Jacques Primeau.

## Description
Depuis 1999, le MEG Montréal est  un festival et une dynamique d'action qui vise le développement et la structuration d'un réseau international de diffusion[réf. nécessaire] de la scène des musiques urbaines et émergentes porteuse de multiples courants (électronique, rock, hip-hop, jazz, etc.).
Dans le cadre de cet événement, sur une période de trois jours, le MEG Montréal présente sur différents plateaux des artistes canadiens, français et de diverses autres nationalités. Le festival attire plus de 8000 festivaliers chaque année[réf. nécessaire].

### Années 1990

#### 1999
DJ Cam, DJ Gilb'r, DJ Kiff, DJ Ram, DJ Soul Sista, Double A & Twist, Ekova, Future Shock, Jay Zolov, Krista, Les Jardiniers, Rinôcérôse, Thali.

### Années 2000

#### 2000
Alain Vinet, Ambiquity, Arkin Allen, Bosco, Cosmik Connection, Couch Potatoes, DJ Maus, DJ Paul, Dr. Noh, Fred Everything, Jester, Kid Loco, Le Lutin, Les Clones, Les Négresses Vertes, Nic B, U-Cef, Zimpala, Zuco 103.

#### 2001
Bacuzzi, Digital Bled, DJ Cyril K, DJ Gavin Froome, DJ Illfingas, DJ Luc Raymond, Freeworm, Kid Loco, Kracked Knuckles, Llorca, Rinôcérôse, Rollercone, Télépopmusik.

#### 2002
2 Many DJs, Alain Vinet, Alice & The Serial Numbers, Antonelli Electric, Aqua Basino, Dino & Terry, Echo Kitty, Eloi Brunelle, Ewan Pearson, Jack de Marseille, Ladytron, Les Jardiniers, Luciano, Luke Mckeehan & Gavin Froome, M83, Maus & Soundshaper, Miguel Graça, Pfreud, Rise Ashen, Sideral, Soul Designer, Stereomovers, Strobocop, Swayzak, Troublemakers, UHT°

#### 2003
Airbone Audio, Blackstrobe, Colder, DJ Cheb / Sabbab, Drama Society, DJ Chloé, DJ CX Kidtronic, DJ Frigid, DJ Joakim, DJ Spinna, DJs are not rockstars, Fischerspooner, Freeworm, Ghislain Poirier, Gordon Field, Heat Sensor, Irina Mikhailova, Jarvis Cocker, Mr Scruff, Peter Bailey, Soundshaper, The Goods, Tiga, Toires, Trevor Walker, Tri.Phonic, TTC

#### 2004
Circlesquare, E.S.G., I.Y.M., Irma La Douce, K.I.M., Le Tigre, Luomo, Maurice Fulton, Metro Area, Montag, MU, Nouvelle Vague, Octet, Teamtendo, Vive la Fête ! 

#### 2005
Adult, DJ Aï, Ghislain Poirier, J-Rocc, Jackson, Jaywatts III, Jeansteam, Justice, KCPK, Metope, Optimo, Panico, Ritchie Hawtin, Sixtoo, Superpitcher, Tiga, Yuksek

#### 2006
Bush Tetras, Busy P , Call me Poupée, Crystal Clyffs, Dirty Soundsystem, DJ Maximal, DJ Mehdi, Duchess Says, Ellen Allien & Apparat, Erase Errata, ESG, Feadz & Uffie, Feren, Final Fantasy, Hamborghinni, Herman Düne, James Cance & the Contortions, Jean Nipon, Kiss Me Deadly, Lady Sovereign, Lio & Teki Latex, Motormark, Namesh , Para One, Planningtorock, Sebastian, The Bell Orchestre, The Hidden Cameras, HushPuppies, Think About Life, To Live And Shave In LA, We Are Wolves, Why Alex Why, Zombie

#### 2007
Animal Collective, Adam Kesher, Au Revoir Simone, Brodinski, Crystal Castle, Curses !, Donzelle, Eric Copeland, Explosions In The Sky, Fluokids Soundsystem, Gray Kid, Kid Sister, M.I.A., Miracle Fortress, Orgasmic, Para One, Pas Chic Chic, Peter Bjorn & John, Santogold, Surkin, The Besnard Lakes, The Clientele, Thunderheist

#### 2008
Bobmo, Booka Shade, Busy P , Cherry Cola, Chromeo, CSS, Devotchka, DJ Assault, DJ Funk, Duchess Says, Foals, Jamie Lidell, Jean Nipon, Kap Bambino, Metronomy, MGMT, Missill, Plants & Animals, Sebastien Tellier, SO-ME, The Go! Team , The Kills, Turbocrunk

#### 2009
Bsbtrgdclub, Cougarettes, Crystal Castles, Cursive, Data, Dirty Soundsystem, DJ Edjotronic, Don Rimini, Fisherspooner, Funkyfalz, Girl Talk, Girlguides, K'Naan, LA Riots, La Roux, Luke McKeehan, Lykke Li, Maus , Miike Snow, Milano, Mister Maqs, Misteur Valaire, Naive New Beaters, NLF3, Noia, Omnikrom, Qualité Motel, Random Recipe, Secret Maker, Silly Kissers,The Stills, Tiga, Yes Giantess.

### Années 2010

#### 2010
Beat Torrent, Birdy Nam Nam, Black Devil Disco Club, Black Strobe, Ddamage, DJ Brace, DJ Mayday, Holy Ghost !, In Flagranti, Jordan Dare, Le Matos, Le Roi Poisson, Mary Hell, Navet Confit, Neon Indian , Organ Mood, Phoebe Killdeer & The Short Straws, Pom Pom War, Skip The Use, The Juan Maclean DJ Set, The Man-Machine, The Penelope(s), The Popopopops, Transport, VHS Or Beta 

#### 2011
Designers Drugs, DJ Brace, DJ Craze, Dooze Jackers, Elo ! I & Heights, Freeworm, James Murphy, Party Harders, The Beatnuts, Toxic Avenger, Watcha Clan

#### 2012
A Tribe Called Red, Afrikana Soul Sisters, Apache, Archibald Singleton, Artbeat, Beataucue, Beatmarket, Breakbot, Canblaster & Sam Tiba, Capitaine Soldat, Chevalier Avant Garde, Christine, Claire, Coco Méliès, Cristobal Urbina, Digitum, DJ Brace, DJ Elinquant, DJ Henward, DJ Kobal, DJ Masala, DJ Mood, DJ Noyl, Doom Squad, Elsiane, EZLV, Figure, Foulane, Freud, Funk Hunters, Gesaffelstein, Ghetto Pony, Goose Hut, Groenland, Honheehonhee, Huroatron, Ikonika, Jacques Greene, Jesse Rose, Joy & Nedd, Kandle, Ko & Josephine, Lack of Sleep, Le Couleur, Le Matos, Letrique, Lunice, Machinedrum, Marc Remillard, Milogreene, Mir, Monogrenade, Mr Nokturn, Nymra & Sofisticaterd, Olivier The Great, Our Book & The Authors, Pamela Brottes, Propofol, Silver Daple, Son Raw, Squarepusher, Surkin, Sylvio Style, Tanuki Project, Technical Kidman, The Balconies, The Fade Out, The Jezabels, Thermos, Vincent Lemieux, VJ Pillow

#### 2013
Agoria, Alaclair Ensemble, Artbeat Montreal, Bordello, Cargo Culte, Cherry Cola, Complications, Country, Ctznshp, Dead Obies, DJ Noyl, Duchess Says, Dusted, Emilie & Ogden, Fire/Works, Frenchi Blanco & Cheak 13, G O'Brien, Geeraph, Géraldine et les narines lepen, Gorgon City, Green Hypnotic, Heidy Pinet, Helado Negro, Hissy Fit, Hôtel Morphée, Human Human, Icess Madjoumba, JFL, Jimmy Edgar, Kidnap Kid, L. Teez, Le Couleur, Locomote, Machinedrum, Magnanime, Mesparrow, Motel Raphael, Noia, Nouvo, Omni, Para One, Poirier, Rone, Rudimental, Ryan, Sarah Toussaint Léveillé, Saxsyndrom, Sexy Sushi, Shlohmo, Solids, Sound Pellegrino Thermal Team, Sous le ground, Sweet Mother Logic, The Besnard Lakes, The Hacker, Thomas Von Party, Tommy Kruise, UN, Valleys, Van Did, Zombie Nation

#### 2014
Acid Arab, Andre Power, APideon, Barcham, Benjamin Damage, Christine, Cuft, DA-P, Danger, Das Mortal, Eden Hagos, Essaie Pas, Foxtrott, Groj, Heart Streets, J.U.D, Jo The Corrupted, L'Indice, La Bronze, Les Anticipateurs, Mathématique, Melodule, Milton Clark, MMF & Akta, Mozart's Sister, Mr. Nokturn, Navet Confit, Nora Zion, Omni, Pif Paf Hangover, Pink Chocolate, Planet Giza, Pomo, Positive, Propofol, Pulses, Rustie, Sango, Seoul, St Lô, Suuns, Syzzors, Technical Kidman, The Driver, The Gulf Stream, The Posterz, Truwayz, TSF, Vilify, Woulg

#### 2015
Adam Husa, Buck Smith, Darius, Das Mortal, Dave Luxe, Dear Criminals, DJ Slow, Doldrums, Fakear, Fonkynson, Fragile Feet, High Klassified, Human Human, J.U.D, Jimmy Be, Le Couleur, Madeskimo, Melt MTL, Moses Baxter, Myd, Ouri, Paupiere, Psychorigid, Ragers, Robert Robert, Sylvia Cloutier, Secret Secret Girl, Syzzors, Technical Kidman, Thomas Furey, Wasiu, DJ YesMcCan

#### 2016
Bad Dylan, Charles Cozy, Clément Bazin, Country, DJ Noyl, Douchka, Fonkynson, Frame, Khalil, Kyle Kalma, La Fine Equipe, Mansfield.TYA, Mimetic, Mr Deraspe, Nomadic Massive, Omni, Robert Robert, Ryan Playground, Salut c'est Cool, Seb Diamond, Seychelle, Stranger Familiar, Superpoze, Syngja, Syzzors, Tibe, Topium, Wake Island, Wyln

#### 2017
Clément Bazin, CRi, GUTS, KillASon, Robert Robert, Ryan Playground, Douchka, Afrikana Soul Sister, Bad Nylon, Brtrnd, Ghostly Kisses, Green & Lateez, iLLvibe w/ Myer Clarity, L.Teez, Omni, Paskal Daze, Ragers, Rei Brown, Sin Ori w/ Myriam Boucher, Tibe, Hazy Montagne Mystique & Me Float & Space Clouds Filter w/ Guillaume Vallée, Kazuki Koga w/ Charlotte Clermont, Paraphonique w/ François Létourneau.
Electro Parade Montréal : Agoria, Anti Anti, Boho Soundsystem, Cerise, Claire, Clyde P, DJ Mini, Egocentrix, Esteban, Hicky & Kalo, Kleancut, Kris Tin, Lebaron, Ludo, Mandiz, Milu Milpop, Miss Shelton, Misstress Barbara & friends, Montana, Netsky, Omni, Or Room, Paul Kalkbrenner, Pfreud, Prince Club, Robert Robert, Romulus, Ronin, Ryan Playground, Spaz, Stef Agostino, The Holy, TIZI, Toddy Flores  

#### 2018
The Avener, Etienne de Crécy, Arnaud Rebotini, Fonkynson, Syzzors, Clark's Bowling Club, Omni, Kris Tin, Laura Scavo, Galcid, Heidy P., Marie-Gold, Ghost Love, Phil Fiction, JT soul, Raveen, Fonkynson.